# Zamach stanu w Tajlandii (2006)

Położenie Tajlandii na mapie Azji.

Zamach stanu w Tajlandii w 2006 roku – zamach stanu, dokonany w Tajlandii 19 września 2006 roku przez tajską armię pod dowództwem jej szefa Sonthi Boonyaratkalina. W jego wyniku obalony został rząd premiera Thaksina Shinawatry.

## Geneza

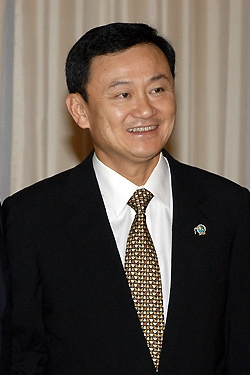
Obalony w wyniku zamachu stanu premier Thaksin Shinawatra.

Przyczyną zorganizowania zamachu stanu był przeciągający się kryzys polityczny z lat 2005–2006 i wzrost niezadowolenia z rządów premiera Shinawatry. Biznesmen Thaksin Shinawatra, razem ze swoją partią Thai Rak Thai, doszedł do władzy w 2001 roku i w wyborach w 2005 r. uzyskał reelekcję na stanowisku szefa rządu. Początkowo cieszył się dużym poparciem społecznym, szczególnie wśród ubogiej ludności z prowincji, której przychylność zyskał hojną polityką społeczną. 
Z początkiem 2006 r. w Tajlandii doszło jednak do kryzysu politycznego. Premier Shinawatra w styczniu tego roku sprzedał swoje rodzinne udziały w tajskiej firmie telekomunikacyjnej Shin Corp singapurskim inwestorom. Dzięki temu wzbogacił się o 1,9 mld USD. Transakcja ta doprowadziła jednak do awantury politycznej w kraju i rozzłościła mieszkańców z dużych miast. Premierowi zarzucono również niezapłacenie podatku od sprzedaży i nieodpowiedzialną utratę kontroli nad ważną spółką. 
Wiosną w Tajlandii doszło do masowych antyrządowych demonstracji. Pod naciskiem społeczeństwa premier zgodził się przeprowadzić w kwietniu wcześniejsze wybory parlamentarne. Zostały one jednak zbojkotowane przez opozycję i w rezultacie unieważnione przez sąd. Nowy termin wyborów został wyznaczony na październik. Na początku kwietnia Shinawatra, by złagodzić krytykę, ustąpił ze stanowiska premiera. W maju powrócił jednak na to stanowisko.

## Zamach stanu

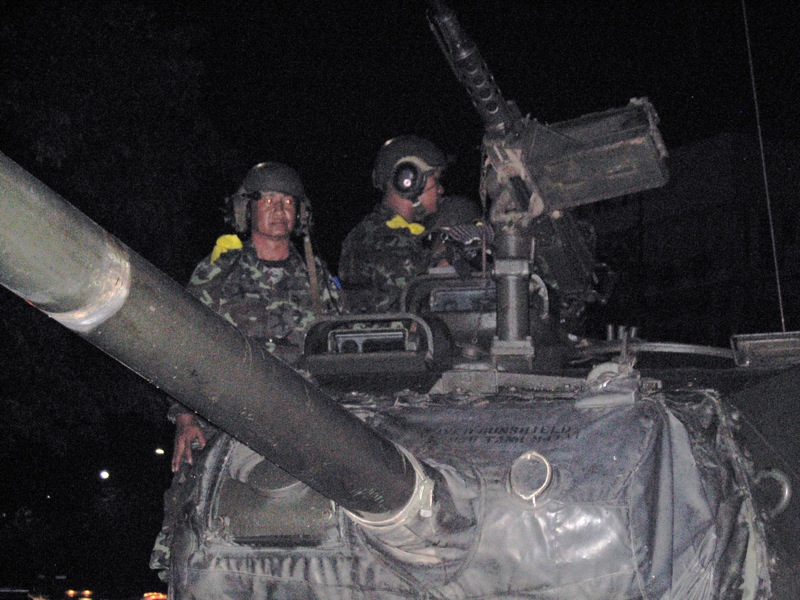
Wojsko na ulicach Bangkoku, 18 września 2006.

19 września 2006 Sonthi Boonyaratkalin, wraz z podległym mu wojskiem, doprowadził do bezkrwawego zamachu stanu przeciw rządowi Thaksina Shinawatry i przejął kontrolę nad stolicą. Tajska Armia Królewska zajęła strategiczne punkty w Bangkoku, nie wystrzelając przy tym ani jednego pocisku. Budynki rządowe zostały otoczone przez czołgi, a media państwowe opanowane przez wojskowych. W kraju wprowadzono stan wyjątkowy. 
Ludność stolicy entuzjastycznie reagowała na bieg wydarzeń. Mieszkańcy wychodzili na ulice miasta wiwatując na cześć żołnierzy, wręczając im prezenty i robiąc sobie z nimi zdjęcia. Premier Shinawatra był bowiem popularny głównie na prowincji, a ludność dużych miast nie darzyła go natomiast zbytnią sympatią.
Shinawatra w chwili zamachu przebywał na sesji Zgromadzenia Ogólnego ONZ w Nowym Jorku. Ogłosił stan nadzwyczajny w kraju, jednak jego przekaz nie dotarł do Tajlandii. Z Nowego Jorku udał się do Londynu, dokąd przybyła wkrótce jego rodzina. Nowe władze nie zabroniły mu powrotu do kraju, lecz ostrzegły, że wysuną przeciw niemu zarzuty korupcyjne.
W kraju powołano Radę Reform Demokratycznych na czele z generałem Sonthim Boonyaratkalinem. Rozwiązał on gabinet, parlament i sąd konstytucyjny i tymczasowo sam przejął władzę, stając się de facto szefem rządu. 

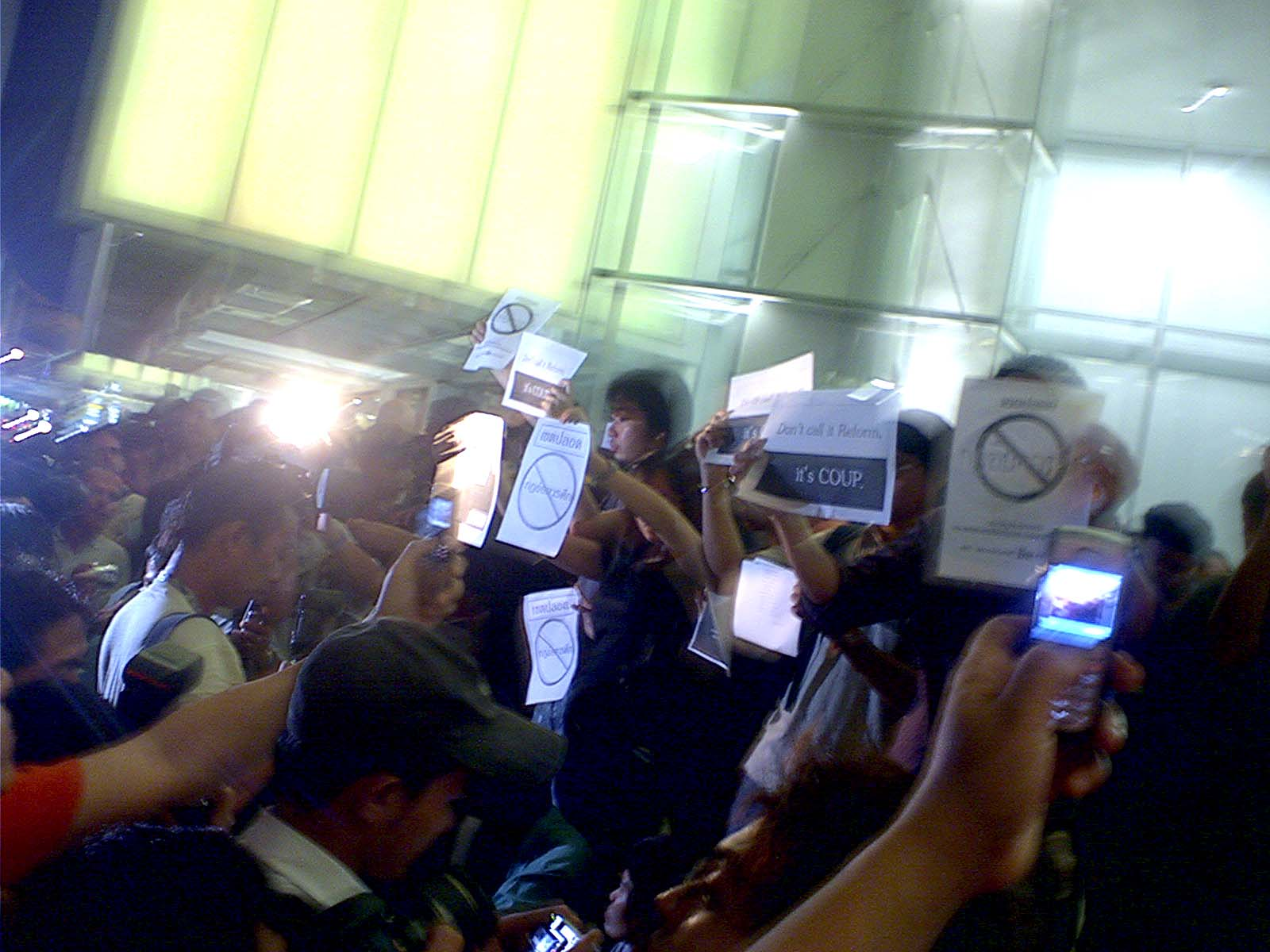
Protest przeciw zamachowi stanu przed centrum handlowym Siam Center, 22 września 2006.

22 września 2006 doszło do pierwszego większego protestu przeciw zamachowi stanu. Odbył się on przed centrum handlowym Siam Center w Bangkoku i zgromadził około 1000 uczestników.

## Następstwa zamachu

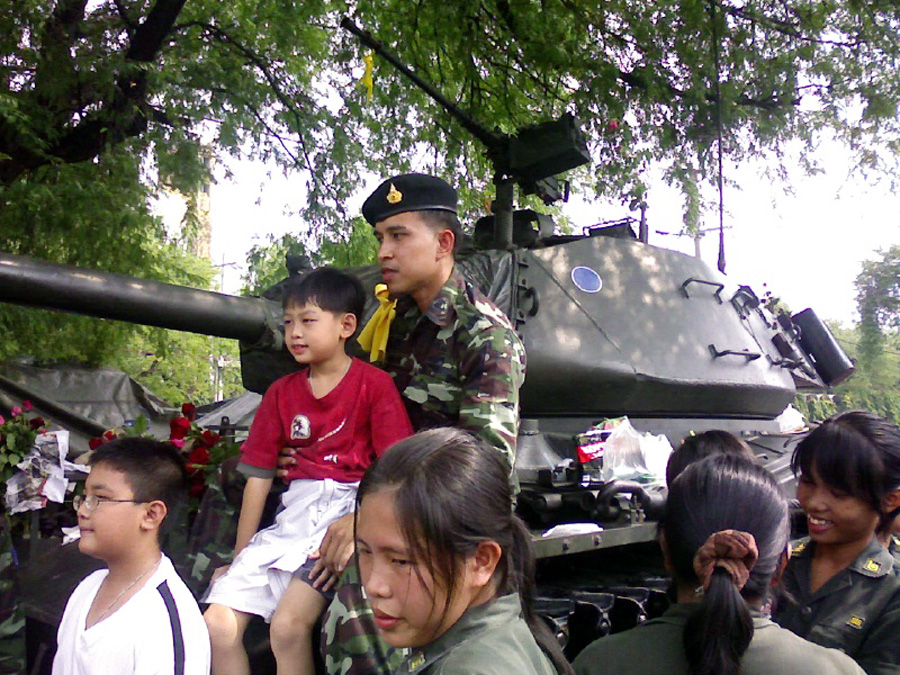
Armia tajska pośród ludności stolicy, wrzesień 2006.

27 września 2006 Rada Reform Demokratycznych opracowała projekt tymczasowej konstytucji. Weszła ona w życie 1 października 2006 i przekształciła Radę Reform Demokratycznych w Radę Bezpieczeństwa Narodowego (CNS, Council for National Security). Rada na czele z gen. Sonthim miała sprawować władzę w kraju do czasu przeprowadzenia wolnych wyborów. Drugim jej celem było opracowanie nowej konstytucji. 
1 października 2006 na stanowisko tymczasowego premiera został powołany Surayud Chulanont.
W grudniu 2006 Rada Bezpieczeństwa Narodowego powołała Zgromadzenie Konstytucyjne, w celu opracowania projektu ustawy zasadniczej. W lipcu 2007 Zgromadzenie jednogłośnie przyjęło projekt nowej konstytucji, w której znalazło się kilka nowych przepisów, m.in. ograniczono limit kadencji premiera do dwóch. Konstytucja została przyjęta w referendum 19 sierpnia 2007 roku. W głosowaniu poparło ją 58% obywateli.
30 maja 2007 nakazem Sądu Najwyższego partia byłego premiera Thaksina Shinawatry Thai Rak Thai, została rozwiązana i wykluczona z uczestnictwa w nadchodzących wyborach. W lipcu 2007 dawni działacze tej partii powołali do życia nowe ugrupowanie, Partię Władzy Ludu (PPP, Palang Prachachan), na której czele stanął Samak Sundaravej.
Wybory parlamentarne odbyły się 23 grudnia 2007, a zwycięstwo odniosła Partia Władzy Ludu, zdobywając 228 miejsc w 480-osobowym parlamencie. 28 stycznia 2008 parlament powołał Samaka Sundaraveja na stanowisko szefa rządu.

## Reakcja międzynarodowa

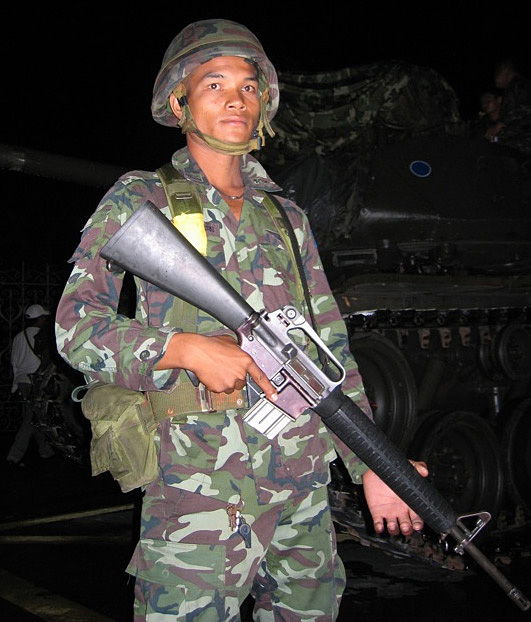
Żołnierz Tajskiej Armii Królewskiej, wrzesień 2006.

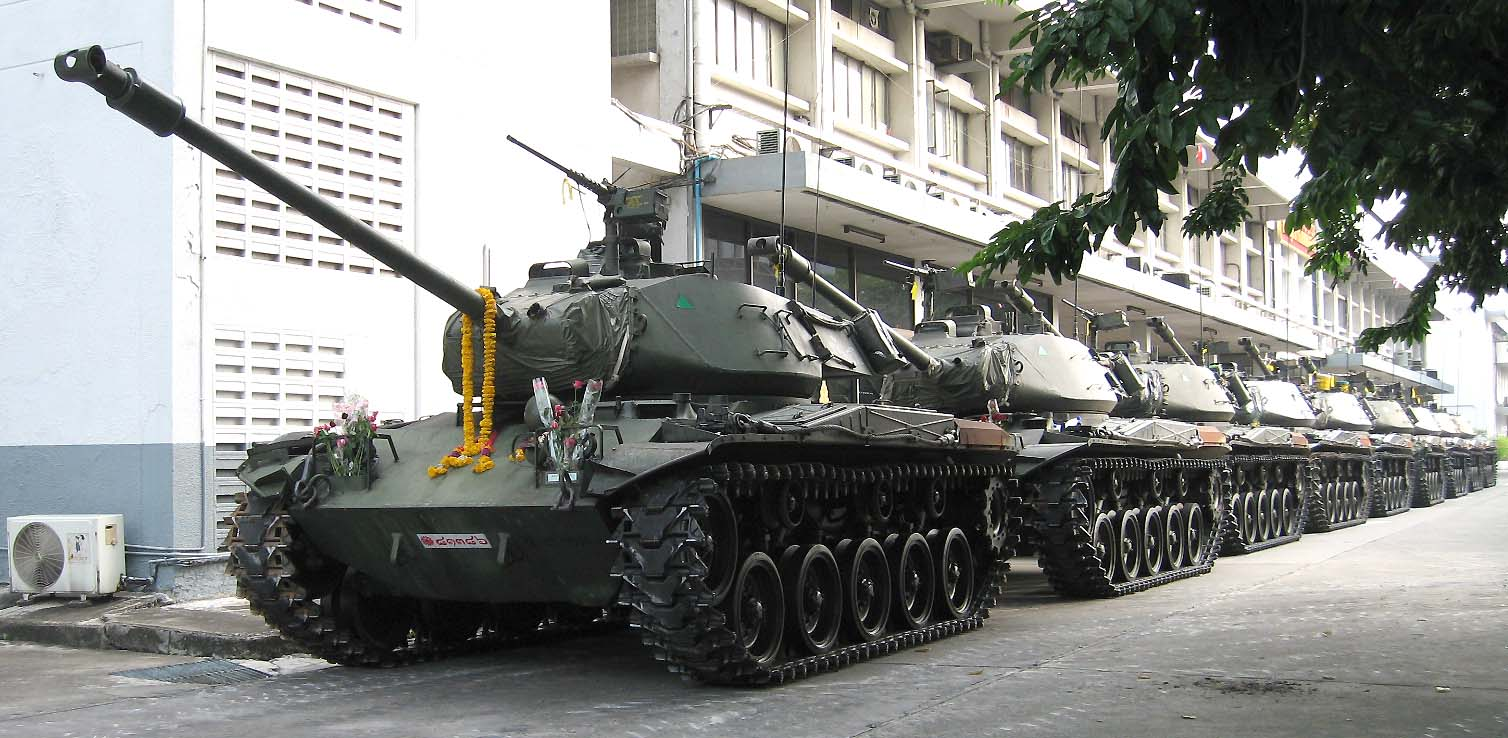
Czołgi na ulicach Bangkoku, 24 września 2006.

- ONZ – Sekretarz Generalny Organizacji Narodów Zjednoczonych Kofi Annan oświadczył, że praktyka zamachów stanu nie jest preferowana przez Narody Zjednoczone[13]. Wysoki Komisarz Narodów Zjednoczonych do spraw Praw Człowieka oświadczył, iż „zamach stanu narusza konwencje praw człowieka” i wezwał wojskowych do „całkowitego poszanowania praw człowieka i fundamentalnych wolności”[14].
- Unia Europejska – Przewodniczący Rady UE i premier Finlandii Matti Vanhanen wyraził „poważne zaniepokojenie” i oświadczył, iż „godnym ubolewania jest fakt, że demokratyczne instytucje zostały obalane przez siły zbrojne”. Zaapelował o bezzwłoczne przywrócenie porządku demokratycznego.
- Stany Zjednoczone – USA oświadczyły, że „nie ma żadnego uzasadnienia dla wojskowego zamachu w Tajlandii, ani gdziekolwiek indziej i są wysoce rozczarowane tym zdarzeniem”. USA wstrzymały również pomoc wojskową dla Tajlandii w wysokości 24 mln USD[15].